# Абраамян Сергій Гянджумович
Сергій Гянджумович Абраамян (вірм. Սերգեյ Գյանջումի Աբրահամյան; 14 лютого 1925, Тумі — 30 березня 2005) — вірменський мовознавець, педагог, доктор філологічних наук (з 1966 року), професор (з 1970 року), академік Національної академії наук Республіки Вірменії (з 1996 року).

## Біографія

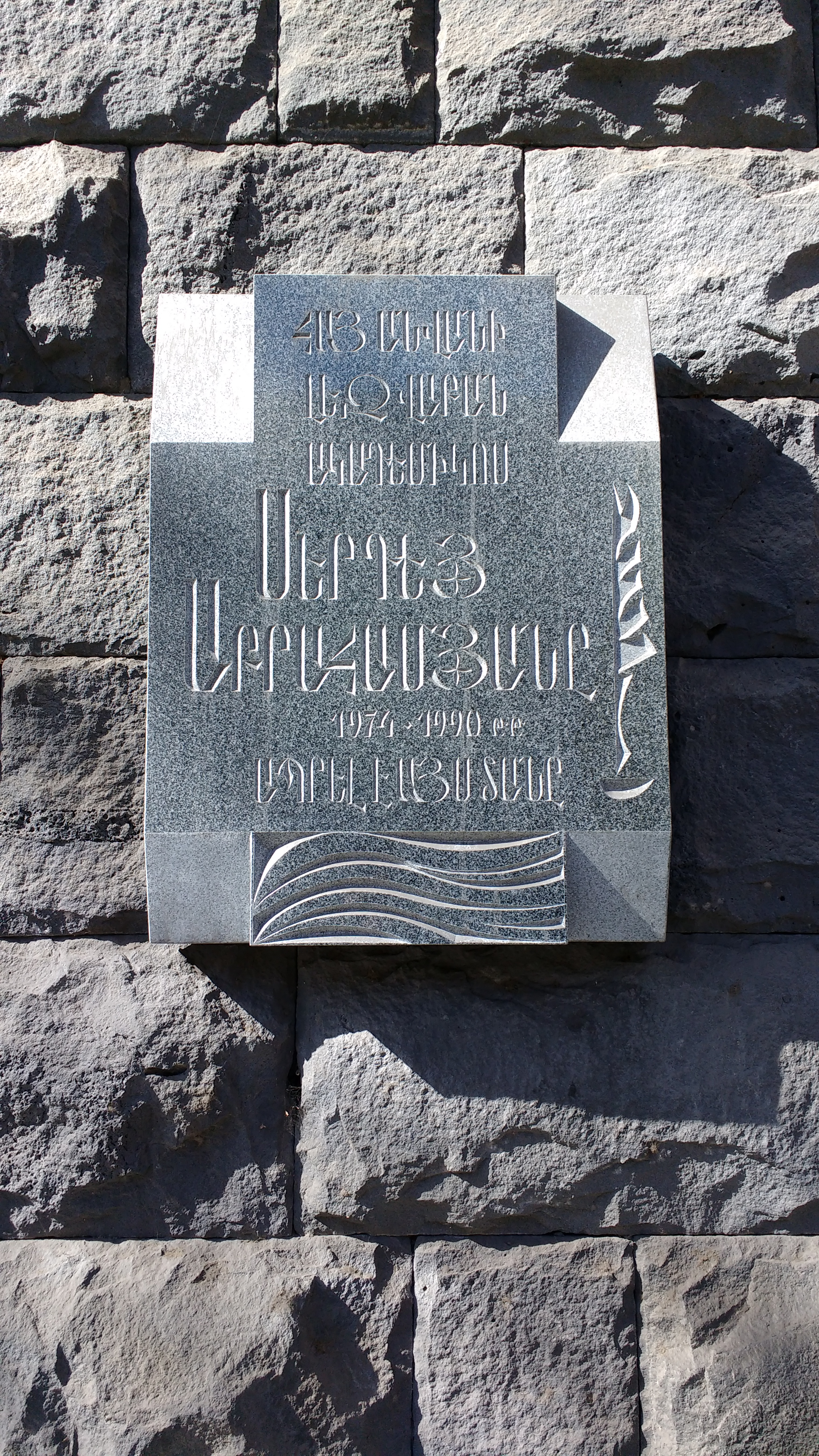
Меморіальна доска в Ереване. Проспект Маштоца, 39

Народився 14 лютого 1925 року в селі Тумі (нині Гадрутського району Нагірно-Карабахської Республіки). З 1942 по 1944 рік брав участь у німецько-радянській війні. Нагороджений орденом Вітчизняної війни 1 ступеня. 1950 року закінчив Єреванський державний університет.
У 1953–1959 роках старший науковий співробітник, у 1959–1992 роках — завідувач відділом Інституту мови імені Р. Ачаряна НАН Республіки Вірменії. Одночасно у 1967–1970 роках завідувач відділом Науково-дослідного інституту педагогічних наук.
У 1953–1958 роках викладав у Ленінаканському, у 1970–1971 роках у Кіроваканському, у 1972–1992 роках у Вірменському державному імені Х. Абовяна педагогічних інститутах. З 1992 року був керівником групи в Інституті мови імені Р. Ачаряна НАН Республіки Вірменії.
Був нагороджений медаллю імені Х. Абовяна. У 2001 році його іменем була названа середня школа у рідному селі. Помер 30 березня 2005 року.

## Наукова діяльність
Основні праці присвячені структурі сучасної вірменської мови, стилістики, лексикографії, методології вивчення мови, систематизації вірменської мови, питань мовотворення, мовної політики, вивчення мови. Автор вузівських і шкільних підручників і навчальних посібників